# Stureparken

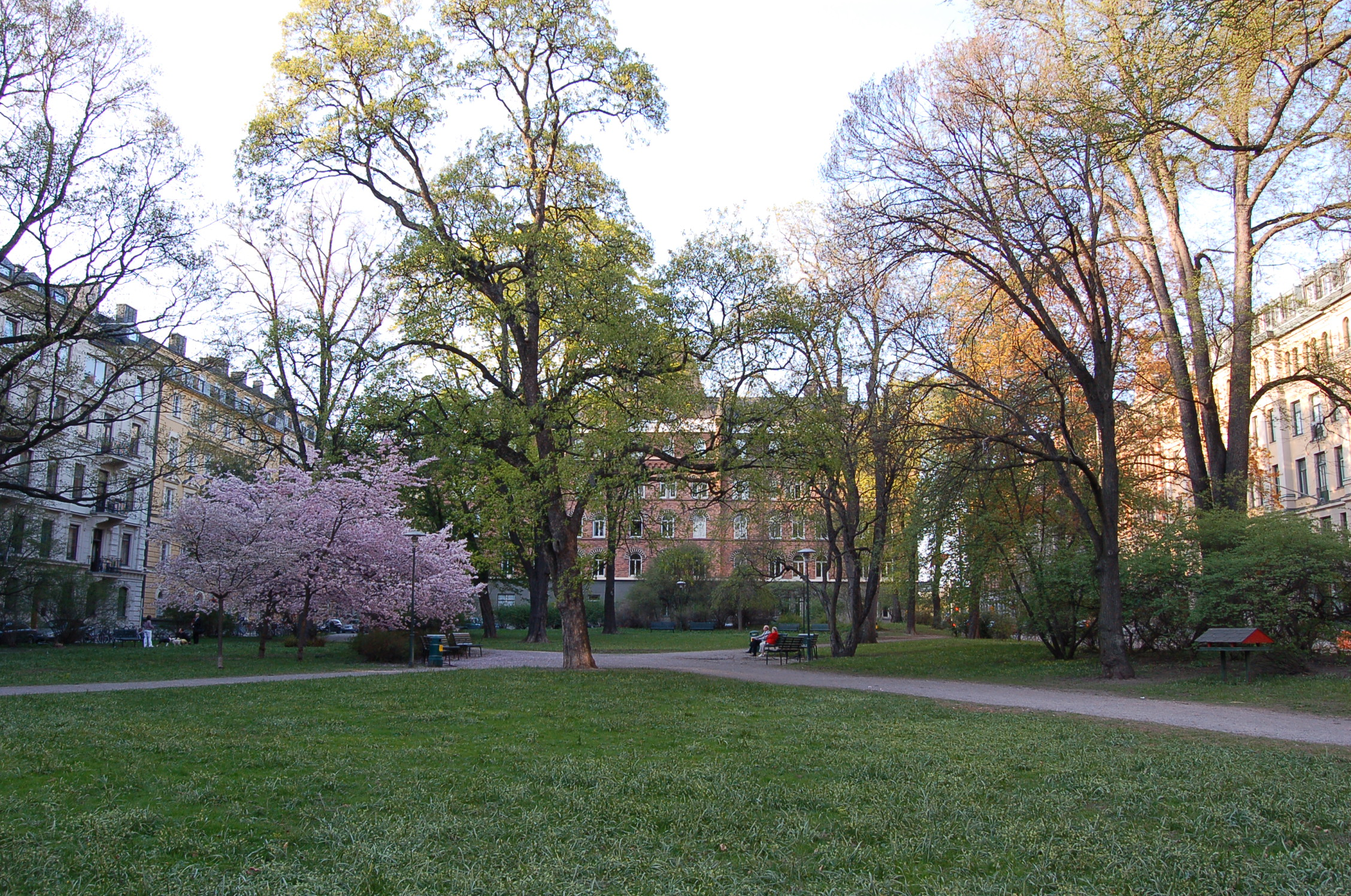
Stureparken i maj 2006

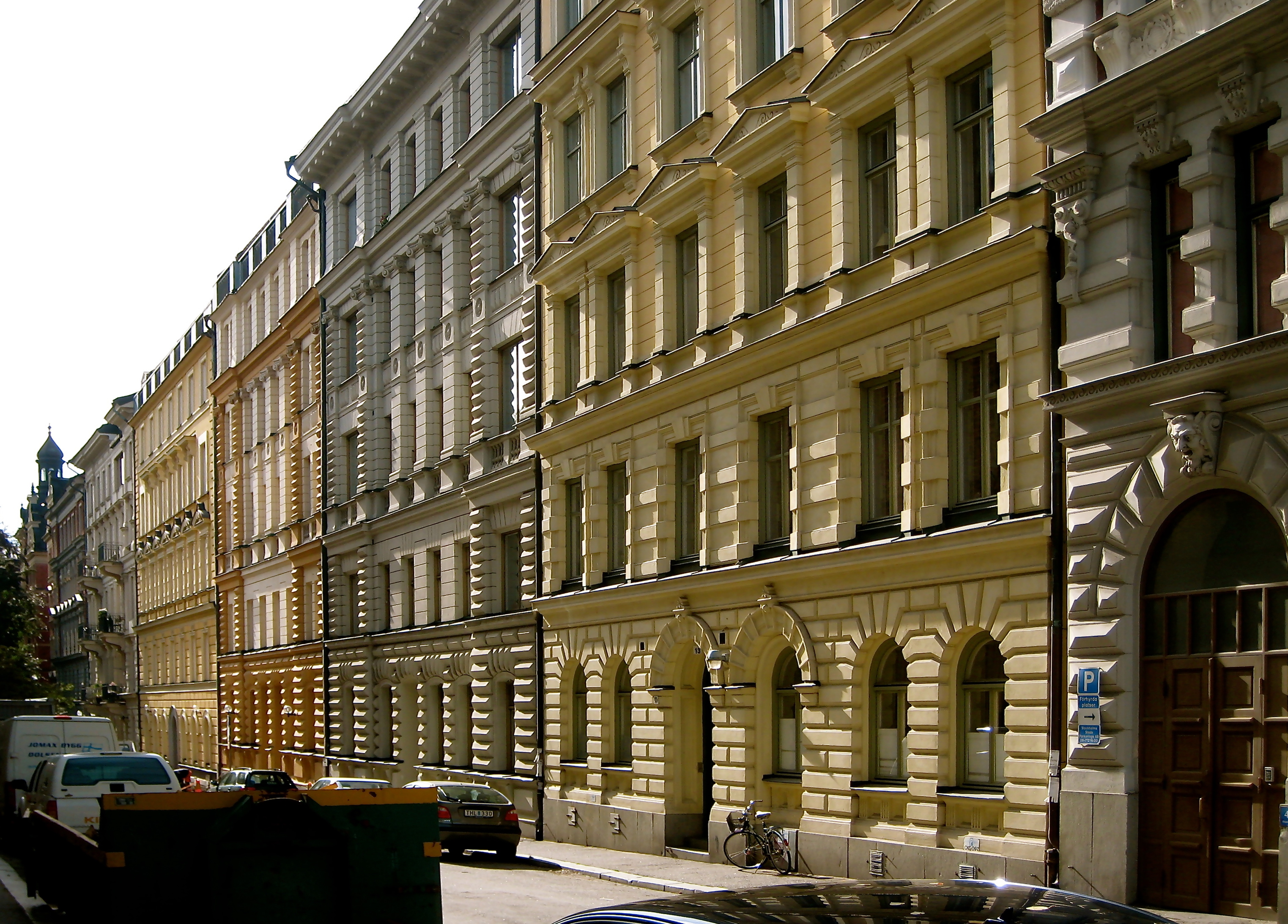
Gatan Stureparken.

Stureparken är en park och en gata i stadsdelen Östermalm i Stockholm. Parken ligger i hörnet av Östermalmsgatan/Sturegatan. Gatan Stureparken löper parallellt med parken från Östermalmsgatan till Valhallavägen.

## Historik
Där Stureparken ligger idag fanns under 1600-talet Ladugårdslandets fattigkyrkogård. Här begravdes många båtsmän under 1670-talet och senare även medellöst folk. Under peståret 1710 fann här många pestoffer sin sista vila. De sista begravningarna ägde rum 1834 i samband med det årets koleraepidemi, och ännu på 1880-talet fanns gravstenar kvar på området. I slutet av seklet ville Hedvig Eleonora församling uppföra en kyrka eller ett skolhus på tomten, men det uppstod en lång tvist om äganderätten. Parken började anläggas år 1906. Vid markarbeten i parken hittas ofta ben vilket skapar tidningsrubriker.
Stureparken omgärdas idag av en sammanhängande 1800-talsmiljö med flera arkitektoniskt intressanta byggnader, däribland Rosenborgshuset.